# Woldemar Richter

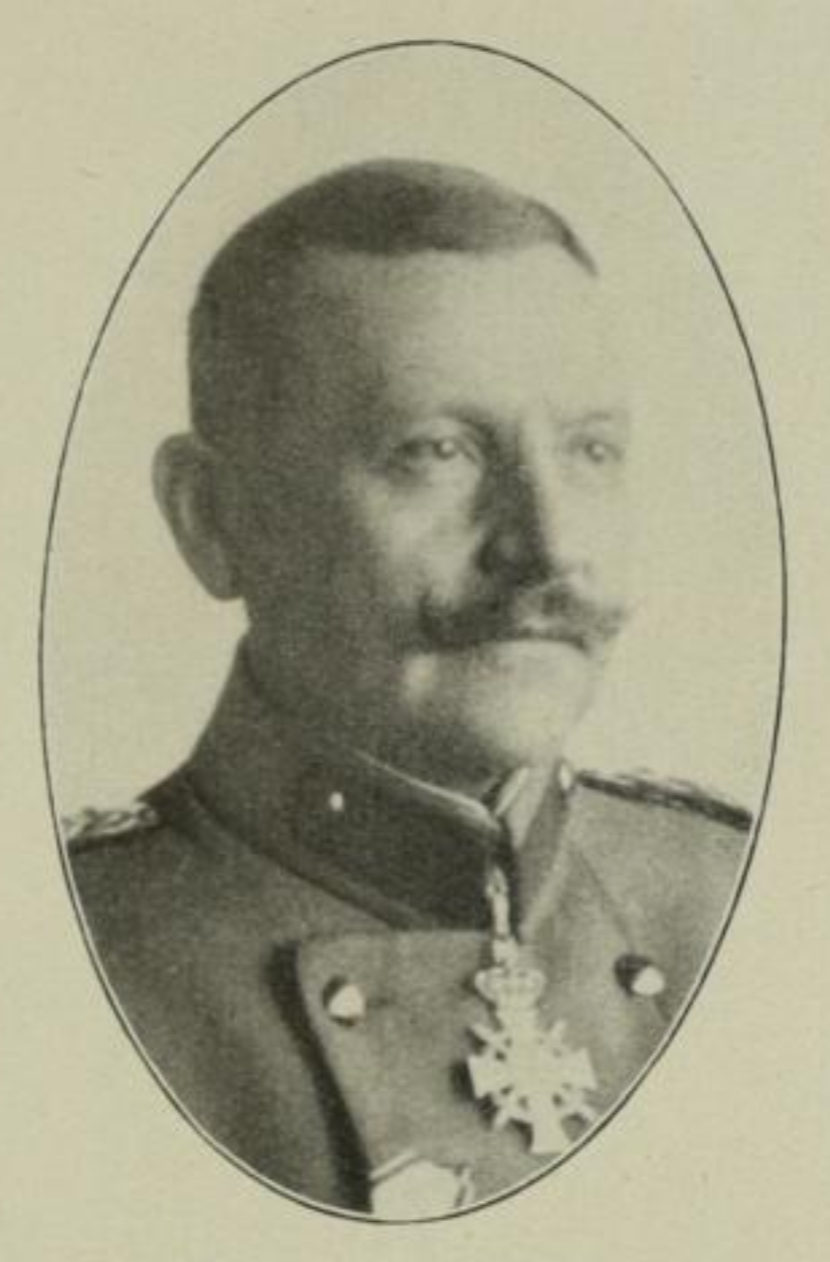
Woldemar Richter

Bernhard Woldemar Richter (* 14. Mai 1866 in Kittlitz; † 7. Mai 1939 in Meißen) war ein sächsischer Generalmajor.

## Leben
Richter trat 1880 in den Kadettenkorps der sächsischen Armee ein. Nach zahlreichen Jahren wurde er 1884 zum Fähnrich im Feldartillerie-Regiment Nr. 12 ernannt und in diesem 1885 zum Leutnant und 1890 zum Oberleutnant befördert. Nach Beförderung zum Hauptmann im Jahre 1896 wurde er Batteriechef im Regiment. Er wurde die nächsten vier Jahre als Militärlehrer beim sächsischen Kadettenkorps verwendet und 1901 als Batteriechef und auch später beim Stabe des Feldartillerie-Regiment Nr. 48 verwendet. Er wurde am 21. Mai 1907 zum Major befördert und zum Kommandeur der II. Abteilung des Kgl. Sächs. 2. Feldartillerie-Regiment Nr. 28 ernannt. Nach Beförderung zum Oberstleutnant am 13. Dezember 1912 erfolgte seine Ernennung zum Kommandeur des Kgl. Sächs. 2. Feldartillerie-Regiment Nr. 28. Nach Ausbruch des Ersten Weltkrieges blieb er in dieser Position und nahm mit seinem Regiment an der Schlacht an der Marne teil, wo er für seine Verdienste am 15. Oktober 1914 mit dem Ritterkreuz des Militär-St.-Heinrichs-Ordens ausgezeichnet wurde. Er wurde im selben Jahre noch zum Oberst befördert. Er wurde die nächsten Jahre als Kommandeur der 19. Ersatz-Feldartillerie-Brigade, Artillerie-Kommandeur 187 und 241 verwendet. Er nahm in diesen Eigenschaften an den Kämpfen von Lothringen, der Schlacht um Verdun und der Deutsche Frühjahrsoffensive 1918 teil. Nach Beförderung zum Generalmajor erfolgte noch eine Verwendung als Kommandeur der Geräte- und Munitionsverwaltung der Etappen-Inspektion 3. 1919 wurde er auf eigenen Wunsch mit Erlaubnis zum Tragen der Generalsuniform zur Disposition gestellt.
Er wurde in Abwesenheit von einem belgischen Kriegsgericht wegen Kriegsverbrechen während des Massaker von Dinant zum Tode verurteilt.